# Équipe cycliste Pelforth-Sauvage-Lejeune
Pelforth-Sauvage-Lejeune est une équipe cycliste professionnelle française. Créée en 1960, elle porte le nom de Pelforth 43-Carlier. L'année suivante, elle devient Sauvage-Lejeune-Pelforth 43, puis porte le nom de Pelforth-Sauvage-Lejeune à partir de la saison 1962. Elle disparaît à l'issue de la saison 1968.

## Histoire de l'équipe
L'équipe Pelforth 43-Carlier est créée pour la saison 1960. En 1961, elle devient Sauvage-Lejeune-Pelforth 43 et change l'année suivante de nom pour Pelforth-Sauvage-Lejeune. Elle disparaît à l'issue de la saison 1968.

## Effectifs

### 1968
| Effectif 1968            | Effectif 1968     | Effectif 1968 | Effectif 1968                    |
| Cycliste                 | Date de naissance | Pays          | Équipe précédente                |
| ------------------------ | ----------------- | ------------- | -------------------------------- |
| Émile Bodart             | 8 mai 1942        | Belgique      |                                  |
| Gilbert Capiau           | 4 septembre 1945  | Belgique      |                                  |
| José Catieau             | 17 juillet 1946   | France        |                                  |
| René Chtiej              | 21 janvier 1941   | Pologne       |                                  |
| Philippe Crépel          | 12 janvier 1945   | France        |                                  |
| Édouard Delberghe        | 4 octobre 1935    | France        | Helyett-Fynsec-Hutchinson (1961) |
| Jean-Pierre Ducasse      | 16 juillet 1944   | France        |                                  |
| Fernand Etter            | 4 août 1941       | France        |                                  |
| Jean-Marie Gorez         | 8 mai 1945        | Belgique      |                                  |
| Bernard Guyot            | 19 novembre 1945  | France        |                                  |
| Claude Guyot             | 16 janvier 1947   | France        |                                  |
| Jan Janssen              | 19 mai 1940       | Pays-Bas      |                                  |
| Jean-Marie Leblanc       | 28 juillet 1944   | France        |                                  |
| Jean-Claude Lefebvre     | 11 janvier 1933   | France        |                                  |
| Robert Legein            | 31 juillet 1945   | Belgique      |                                  |
| Roger Milliot            | 26 juin 1943      | France        |                                  |
| Willy Monty              | 11 octobre 1939   | Belgique      |                                  |
| Maurice Morin            | 24 novembre 1942  | France        |                                  |
| Hubert Niel              | 27 avril 1941     | France        |                                  |
| José Samyn               | 11 mai 1946       | France        |                                  |
| Johny Schleck            | 22 novembre 1942  | Luxembourg    |                                  |
| Bernard Van De Kerckhove | 8 juillet 1941    | Belgique      | Ford France-Hutchinson (1966)    |
| Armand Van den Bempt     | 26 septembre 1943 | Belgique      |                                  |
| Jean Vidament            | 24 janvier 1944   | France        |                                  |
|                          |                   |               |                                  |
| Source : UCI             |                   |               |                                  |